# فهمارن
جزیره فهمارن در ایالت اشلسویگ-هل‌اشتاین در کشور آلمان واقع شده است.

## نگارخانه

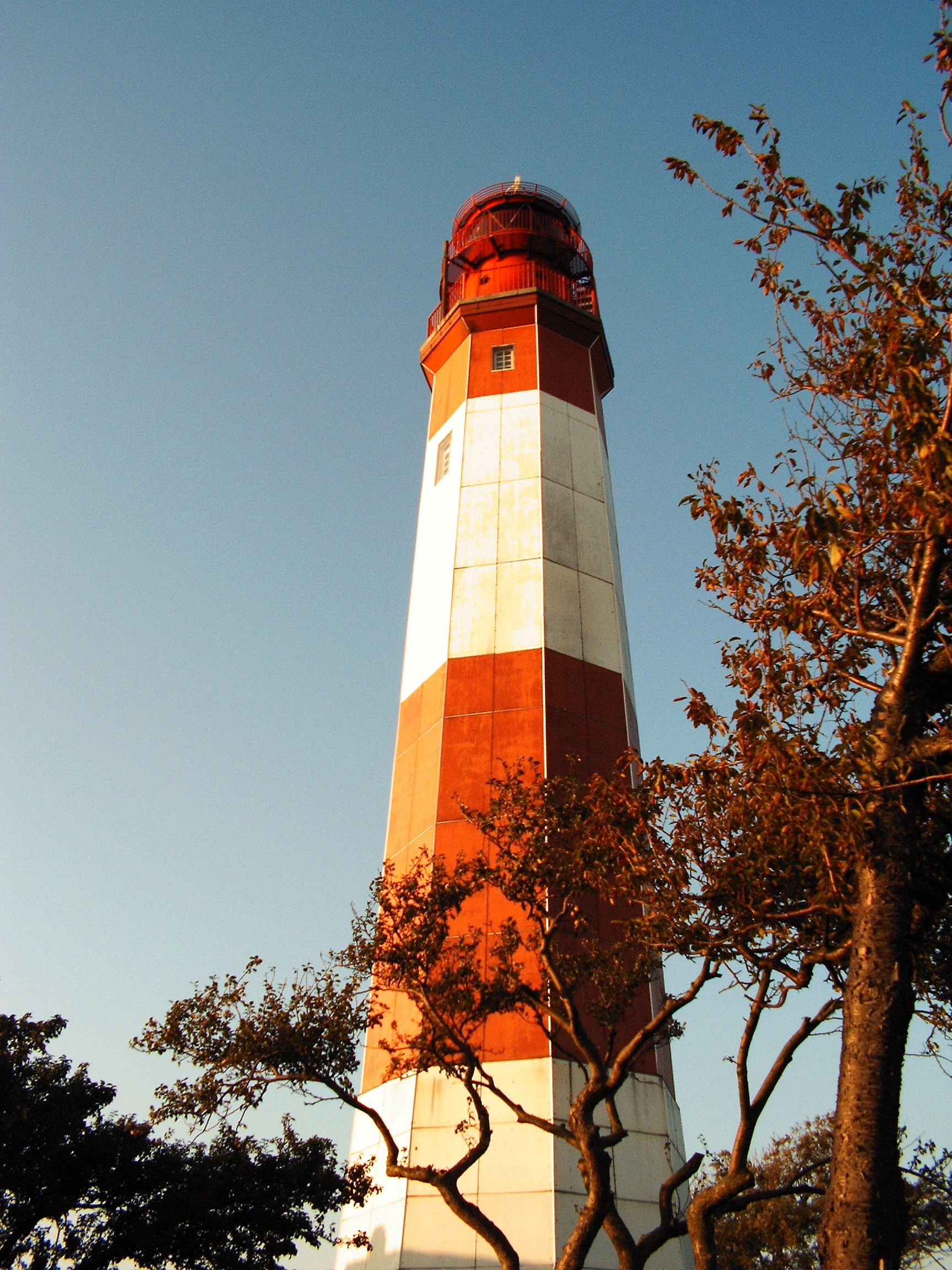
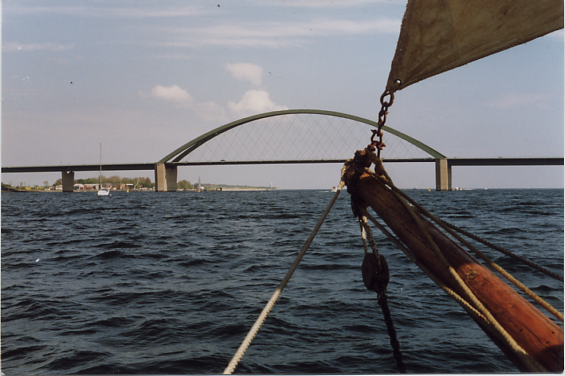
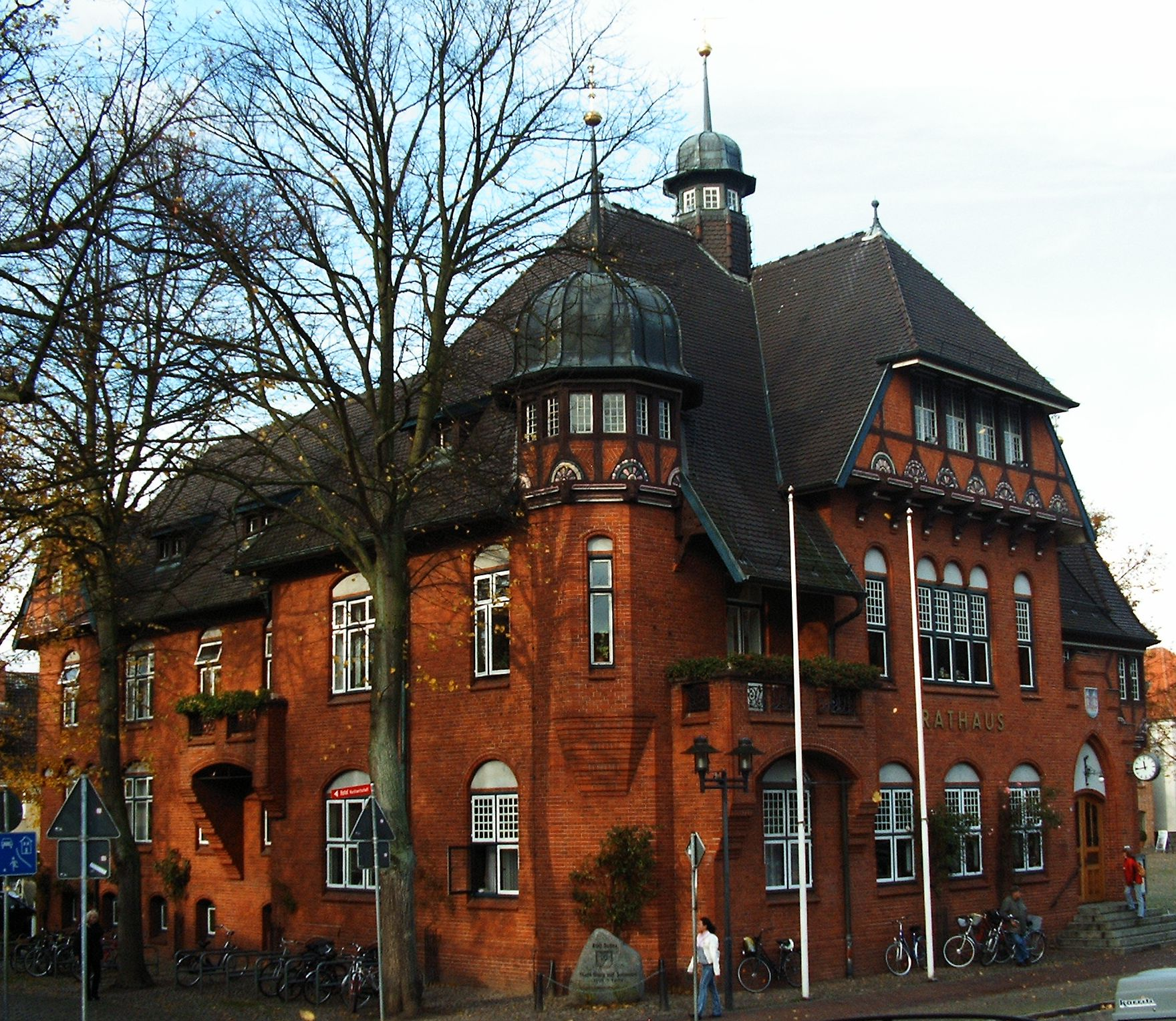
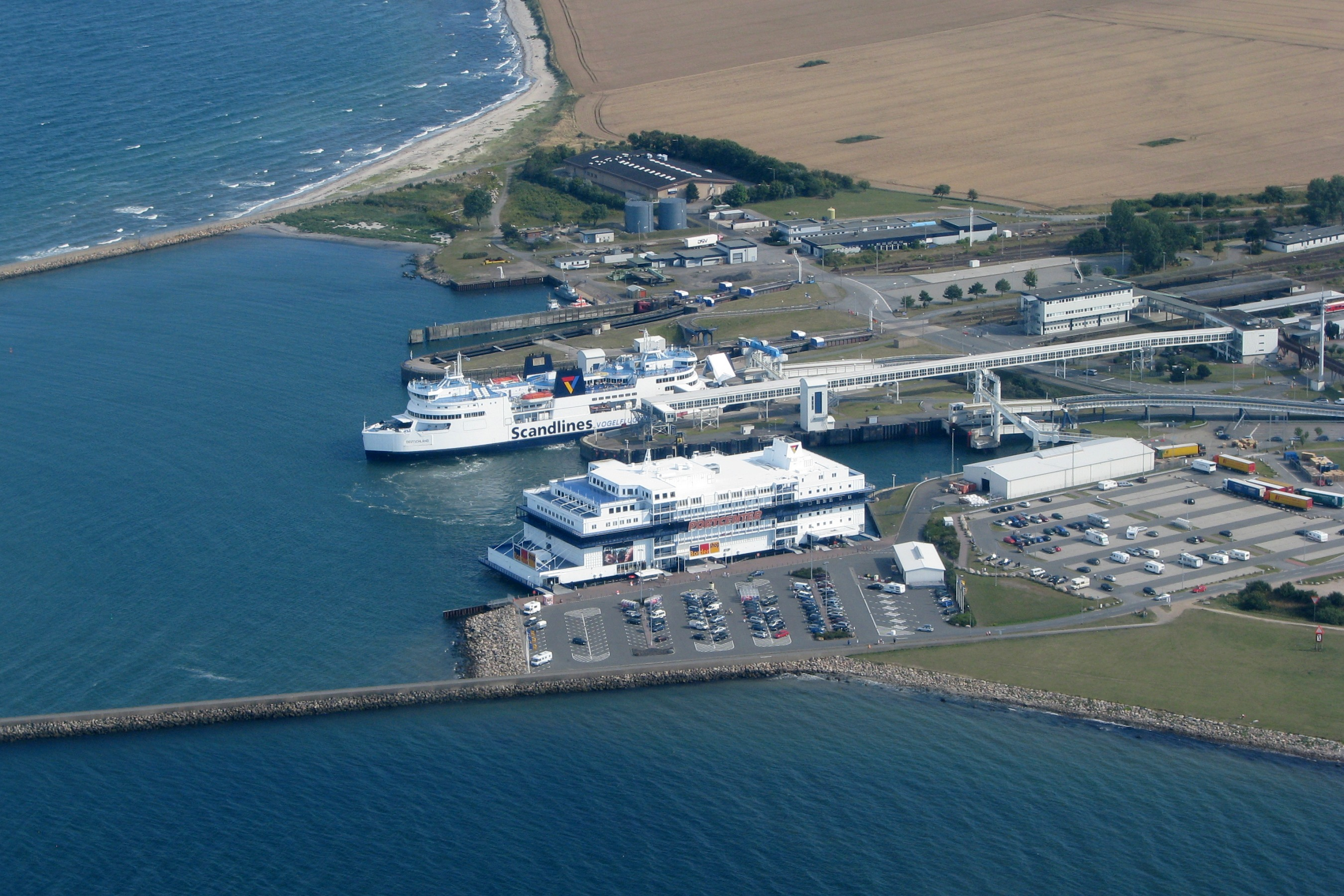